# Nelstar
Nelstar Entertainment, Inc. (também conhecido como Nelstar Music ou simplesmente Nelstar) é uma gravadora independente canadense fundada em 2009 por Nelly Furtado e sediada em Toronto, Canadá.
Nelly Furtado entrou para o mercado da música independente com a criação da gravadora Nelstar, em parceria com o selo indie canadense Last Gang Labels, informou a agência de notícias Reuters em 2009.
O grupo eletrônico Fritz Helder & the Phantoms, que conta com dois dançarinos da cantora como integrantes, lançou seu primeiro disco pela Nelstar.
Nelly declarou em sua estréia como produtora independente: "Acho que é melhor começar em um selo independente. Além disso, secretamente, sempre quis ser uma artista independente. Quando era adolescente, amava Ani DiFranco e queria fazer algo como ela. O meu destino foi algo "major", mas estou me divertindo em voltar a me relacionar com o mundo independente", concluiu a canadense de origem portuguesa, que já gravou canções em línguas latinas.
Loose, Spirit Indestructible e The Ride são outras de suas produções.